# Ihi (vezír)
Ihi ókori egyiptomi vezír volt az V. dinasztia idején, nagy valószínűséggel Unisz uralkodása alatt. Vezíri címe mellett viselte „a kincstár elöljárója”, „a királyi dokumentumok írnokainak elöljárója”, „a királyi munkálatok felügyelője” és „a kettős magtár felügyelője” címeket is, melyek mutatják fontos pozícióját az udvarban.
Ihinek masztabasírja épült Unasz piramisa közelében, ezt azonban később kisajátította Teti király lánya, Szesszeset, becenevén Idut. A vezír neve és címei csak a sírkamrában, a szarkofágon maradtak fenn.

## Fordítás
- Ez a szócikk részben vagy egészben  az   Ihy (vizier) című angol Wikipédia-szócikk ezen változatának fordításán alapul.  Az eredeti cikk szerkesztőit annak laptörténete sorolja fel. Ez a jelzés csupán a megfogalmazás eredetét és a szerzői jogokat jelzi, nem szolgál a cikkben szereplő információk forrásmegjelöléseként.